# Þjórsá
Þjórsá je najduža islandska rijeka dugačka 230 kilometara. Nalazi se u južnom dijelu države.
Þjórsá je ledenjačka rijeka koja izvire na ledenjaku Hofsjökull. Ona teče kroz uske kanjone islandske visoravni. Nizvodno prije nego što oteče u nizine rijeka Þjórsá prima pritoku Tungnaáu. Rijeka prolazi dolinom Þjórsárdalur (Thjorsardalur) gdje se nalaze rekonstruirana farma Stöng iz vikinškog doba. 
Cesta hringvegur presijeca rijeku između Selfossa i Hella. Nekoliko kilometara jugozapadno rijeka se ulijeva u Atlantski ocean.

## Vanjske poveznice
|  | Zajednički poslužitelj ima još gradiva o temi Þjórsá |

- www.nat.is – River Thjorsa  Arhivirana inačica izvorne stranice od 30. prosinca 2018. (Wayback Machine) (engl.)
- www.landsvirkjun.com – Fish Stocks in Þjórsá  Arhivirana inačica izvorne stranice od 27. rujna 2015. (Wayback Machine) (engl.)